# فسبازيانو غونزاغا

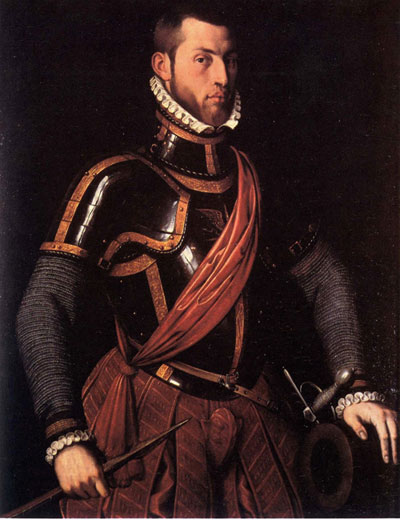
Vespasiano Gonzaga

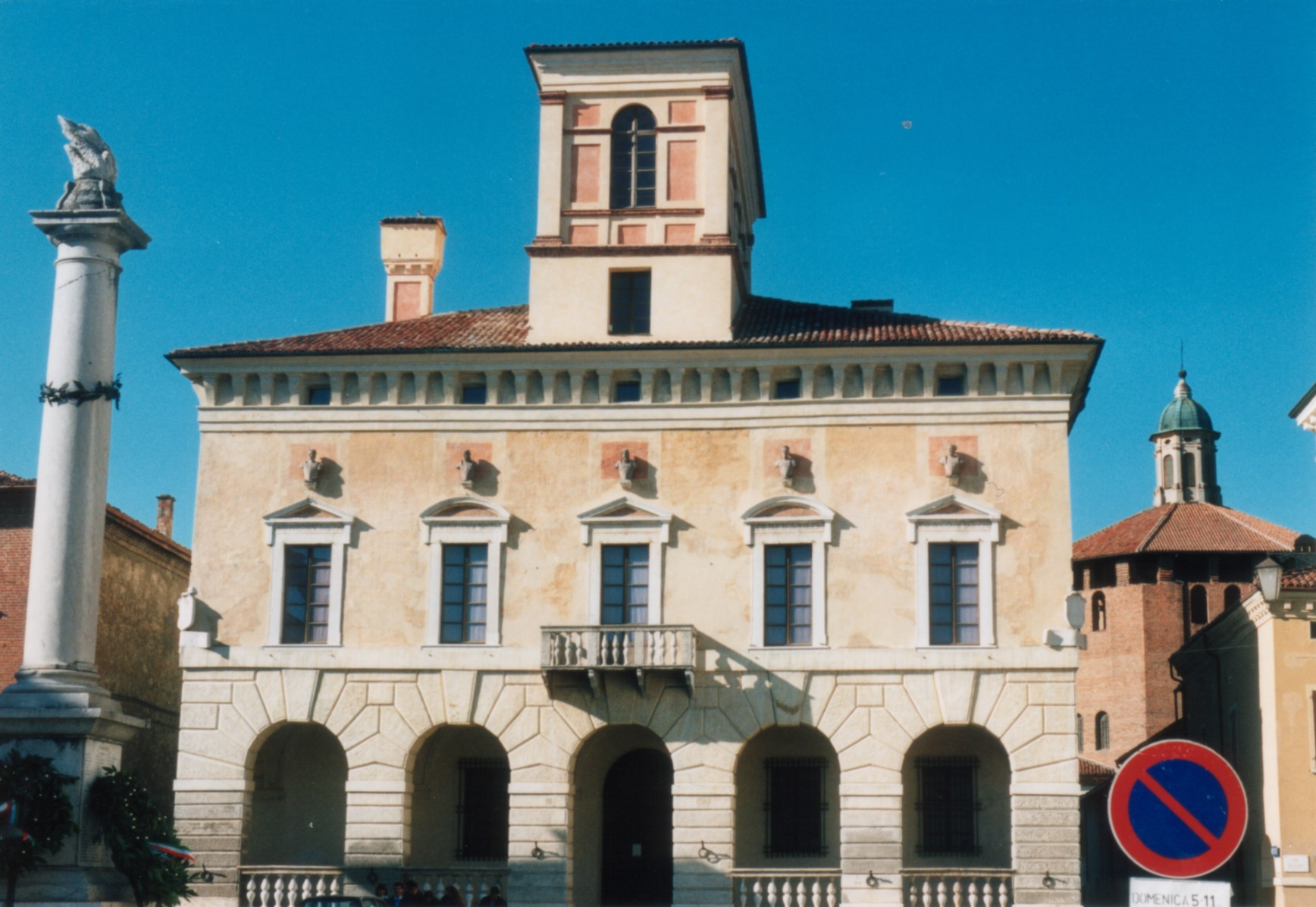
Il Palazzo Ducale di Sabbioneta (sullo sfondo la chiesa dell'Incoronata)

فسبازيانو غونزاغا (بالإسبانية: Vespasiano Gonzaga) (1531 - 1591)؛ هو كوندوتييرو وراعي فنون إيطالي.
ولد فسبازيانو غونزاغا كولونا  ببلدة فوندي في السادس من ديسمبر عام 1531 ابنا لإيزابيلا كولونا ولويجي غونزاغا (1500-1532) ابن لودوفيكو كونت روديغو من ينتسب إلى فرع صغير من آل غونزاغا في غاتسوولو وفرانشيسكا فييسكي من كونتات لافانيا، والده لويجي كان كوندوتييرو ذو شهرة كبيرة في وشارك سنة نهب روما 1527 فلقبه الشاعر بويارديسكو بلقب «رودومونتي».
فسبازيانو هو مؤسس ومبدع وأول وآخر دوق للمدينة الفاضلة: سابيونيتا الواقعة في الجزء الأسفل من وادي بو بين مانتوفا وبارما، أدرك تماما فسبازيانو في نحو خمسة وثلاثين عاما من 1556 حتى وفاته في سابيونيتا في 1591 بعد والقواعد والمعايير وأفضل من عصر النهضة الإيطالي.
كان زعيم دبلوماسيا ماهرا ومهندس عسكري راعي الفنانين، بسيطة من الطلاب تمكنوا من الوصول إلى أعلى القمم الإقطاعية مع زيادة سابيونيتا في دوقية مستقلة في 1577، وذلك بفضل الصداقة الشخصية مع رودولف الثاني هابسبورغ، والمعروفة لدى البلاط الملكي الإسباني، حيث الإحدى عشرة في المستقبل الإمبراطور الروماني المقدس أرسل لتحسين التعليم، وتحت رعاية خاله فيليب الثاني ملك إسبانيا. فسبازيانو في ذلك هو واحد من أهل الثقة من فيليب الثاني، الذي عينه غراندي لإسبانيا، ثم نائب الملك في نافارا وفالنسيا، وقبل ذلك في 1585 تلقى أمر الفروسية من  الصوف الذهبي، أعلى وسام للتاج الإسباني.
قريبا من يتيم الأب ويتخلى عن والدته، وكان فسبازيانو بمودة أثارها عمته جوليا غونزاغا، بل لحمايته من المنظور القصد من أسرة كولونا لأغراض التخلص وراثية، انتقلت إلى نابولي مع ابن شقيقه، والتخلي عن ممتلكاتهم من الأموال. بعد تاريخي ممارسة إرسال أبناء الأسر النبيلة في المحاكم الأوروبية من أجل تحسين التعليم، وكما فعل من التبعية للتاج، جوليا واغتنم هذه الفرصة لارسال فسبازيانو في محكمة شارل الخامس، بعيدا عن اهتمام وابن شقيق القوية آل كولونا ، الذي كان الكثير من المصالح في نابولي.
جاء إلى مدريد في 1548 ، والشباب غونزاغا اختير صفحة من شرف إنفانتي إسبانيا، ومستقبل الملك فيليب الثاني.
توفي في سابيونيتا 26 من شباط / فبراير 1591.